# Stanford (Kalifornie)
Stanford je univerzitní město s charakterem nezařazeného území v okrese Santa Clara v Kalifornii v USA. Sídlí v něm Stanfordova univerzita. V roce 2010 v něm žilo 13 809 obyvatel. nachází se v blízkosti města Palo Alto. Poštovní směrovací číslo (ZIP) je 94305 pro univerzitní budovy a 94309 pro poštovní boxy. Významným krajinným prvkem je radioteleskop the Dish. Rozloha území města činí 7,3 km².
Většina budov univerzity je situována mimo území Stanfordu a nachází se na území Palo Alta, k němuž jsou počítány např. Stanfordské universitní lékařské centrum a Stanfordské obchodní centrum.